# قرار مجلس الأمن التابع للأمم المتحدة رقم 1836
قرار مجلس الأمن التابع للأمم المتحدة رقم 1836 المتخذ بالإجماع في 29 سبتمبر 2008.

## القرار
قرر مجلس الأمن تمديد بعثة الأمم المتحدة في ليبريا (UNMIL) لسنة أخرى، حتى 30 سبتمبر 2009، مع تعديل انتشارها المأذون به.
ومن خلال اتخاذ القرار 1836 (2008) بالإجماع ، أيد المجلس تخفيض عدد الأفراد العسكريين بمقدار 1,460ودمج القطاعات الأربعة الحالية في قسمين، على أن يتم ذلك في الفترة بين تشرين الأول / أكتوبر 2008 وآذار / مارس 2009.
كما أيد الزيادة الفورية لـ 240 شرطيًا، من أجل توفير الخبرة في المجالات المتخصصة، والدعم التشغيلي لأعمال الشرطة المنتظمة، والاستجابة للحوادث الطارئة. وضمن الحد الأقصى العام، وافق على خطط الأمين العام لإجراء تعديلات داخلية في تكوين عناصر الشرطة، بما في ذلك زيادة عدد وحدات الشرطة المشكلة.
وطلب المجلس من الأمين العام أن يواصل رصد التقدم المحرز في معايير بناء السلام المفصلة في تقاريره الأخيرة. واستنادا إلى هذا التقدم، طلب منه أن يوصي بحلول 15 شباط / فبراير 2009 بأي تعديلات أخرى في انتشار بعثة الأمم المتحدة في ليبريا، وأن يدرج في تقريره، بالتشاور مع حكومة ليبريا، سيناريوهات بعيدة المدى للتخفيض التدريجي للبعثة وسحبها.
وطُلب من الأمين العام في تقاريره إيلاء اهتمام خاص لبناء قطاع الأمن الليبري وتقديم توصيات بشأن التعديلات اللازمة لعمليات البعثة والتدريب في هذا الصدد.
وقبل اتخاذ القرار، رحب رئيس المجلس بالممثل الدائم الجديد للصين، الذي تعهد بالتعاون مع الأعضاء الآخرين، ويتطلع إلى رئاسة الصين الشهر المقبل.

## روابط خارجية
- نص القرار في undocs.org